# Żółta Czuba
Żółta Czuba (słow. Žltá kopa, niem. Portky-Spitze, Gelbe Kuppe, węg. Zsolta, Sárgakúp) – szczyt o wysokości 1939 lub 1941 (1940,7) m, znajdujący się w dolnej części Bździochowej Grani w słowackiej części Tatr Wysokich. Od Bździochowej Kopy na południowym wschodzie oddziela go siodło Niżniej Bździochowej Bramy, a od Czarnogórskiej Czuby na północy – Czarnogórska Przełączka. Pomiędzy Żółtą Czubą a Czarnogórską Przełączką, bliżej tej ostatniej, znajduje się jeszcze turnia Samojedna Skałka (ok. 1805 m), od szczytu oddzielona Przełączką pod Żółtą Czubą (ok. 1800 m).
W wierzchołku Żółtej Czuby Bździochowa Grań zmienia swój kierunek. Od Kołowego Szczytu przebiega ona ku północnemu zachodowi i oddziela od siebie Dolinę Czarną Jaworową i Dolinę Kołową, natomiast od Żółtej Czuby kieruje się na północ i stanowi granicę między Doliną Kołową i właściwą częścią Doliny Jaworowej. Żółta Czuba jest także zwornikiem dla krótkiej grani odchodzącej na zachód w kierunku Doliny Jaworowej. Jej północno-zachodnie zbocze, które wybija się nad lasem (między jej zachodnią granią a zachodnią granią Czarnogórskiej Czuby zwaną Czarnogórskim Murem), nazywa się Portkami lub Do Portek. Stoki południowo-zachodnie, opadające do Doliny Czarnej Jaworowej, przeważnie porośnięte są kosodrzewiną, w której gdzieniegdzie pojawiają się urwiste skały. Grań zachodnia na wysokości ok. 1800 m skręca w kierunku północno-zachodnim i kończy się w okolicy Jaworowej Polany. Zbocza Doliny Kołowej, znajdujące się po północno-wschodniej stronie Żółtej Czuby, są trawiaste i przecięte dwoma pasami urwistych skał, pomiędzy którymi biegnie wielki zachód. W niższych partiach tych zboczy tkwią dwie duże bule.
Żółta Czuba to pierwszy od góry szczyt w grani, który zbudowany jest z twardych piaskowców kwarcytycznych triasu, a nie ze skał krystalicznych.
Na wierzchołek Żółtej Czuby nie prowadzą żadne znakowane szlaki turystyczne. Najdogodniejsze drogi dla taterników wiodą znad Czarnego Stawu Jaworowego w Dolinie Czarnej Jaworowej, od północnego zachodu przez Portki oraz granią z Czarnogórskiej Czuby.
Pierwsze wejścia na wierzchołek Żółtej Czuby nie są znane. Był on od dawna znany przez pasterzy, myśliwych czy poszukiwaczy skarbów i to najprawdopodobniej któryś z nich dokonał pierwszego wejścia na Żółtą Czubę. Wierzchołek jest dobrym punktem widokowym na Dolinę Jaworową wraz z odgałęzieniami oraz na Tatry Bielskie.
Nazwa Żółtej Czuby ma swoje źródło w licznych żółtych porostach, pokrywających skały na wschód od jej wierzchołka. Nazwę Portek nadali jurgowscy juhasi, którzy dopatrywali się w dwóch żlebach (Żleb do Portek) opadających z tego zbocza kształtu góralskich portek. Późniejsze przesuwanie tej nazwy na inne okoliczne zbocza bądź wierzchołki (np. Bździochową Kopę) było konsekwencją pomyłek popełnionych przez XIX-wiecznych kartografów. Określenie Portki występuje również w innych miejscach w Tatrach i ma podobne pochodzenie.